# 单纯疱疹性角膜炎
单纯疱疹性角膜炎是由单纯疱疹病毒引起的一种角膜炎。 单纯疱疹性角膜炎的症狀為结膜和眼睑肿胀。 病發時基本上只有一只眼睛受影響。首次發病後大多數情況下症狀会在几周内自行消退。使用抗病毒药物可以加速痊愈。不過复发的話病情可能會更加严重。单纯疱疹性角膜炎的全球发病率（新发病率）约为150万例，其中每年新增40,000例单眼视力障碍或失明病例。 